# Luci Flamini Quiló
Luci Flamini Quiló, en llatí Lucius Flaminius Chilo o Cilo, fou probablement un dels superintendents (triumviri monetales) nomenats per Juli Cèsar que va incrementar el seu nombre de tres a quatre i apareixeria en una moneda com IIII Vir primus flandae monetae.